# Abbott Handerson Thayer
Abbott Handerson Thayer (Boston, 12 de agosto de 1849 – Dublin, Nova Hampshire, 29 de maio de 1921) foi um pintor, naturalista e professor americano. Como pintor de retratos, figuras, animais e paisagens, ele gozou de um certo prestígio durante a sua vida, e suas pinturas estão representadas nas principais coleções de arte dos Estados Unidos. É talvez mais conhecido por suas pinturas de 'anjos', alguns dos quais utilizaram seus filhos como modelos.
Durante o último terço de sua vida, trabalhou juntamente com seu filho, Gerald Handerson Thayer, num importante livro sobre camuflagem na natureza, intitulado Concealing-Coloration in the Animal Kingdom. Primeiramente publicado pela editora Macmillan Publishers em 1909, e depois relançado em 1918, teve um amplo impacto sobre o uso da camuflagem militar durante a Primeira Guerra Mundial. Contudo, o livro foi duramente ridicularizado por Theodore Roosevelt e outros por sua suposição tendenciosa de que toda a coloração em animais é enigmática.
Thayer também influenciou a arte americana através de seu trabalho como professor, dando instrução para muitos aprendizes em seu estúdio em Nova Hampshire.

## Juventude

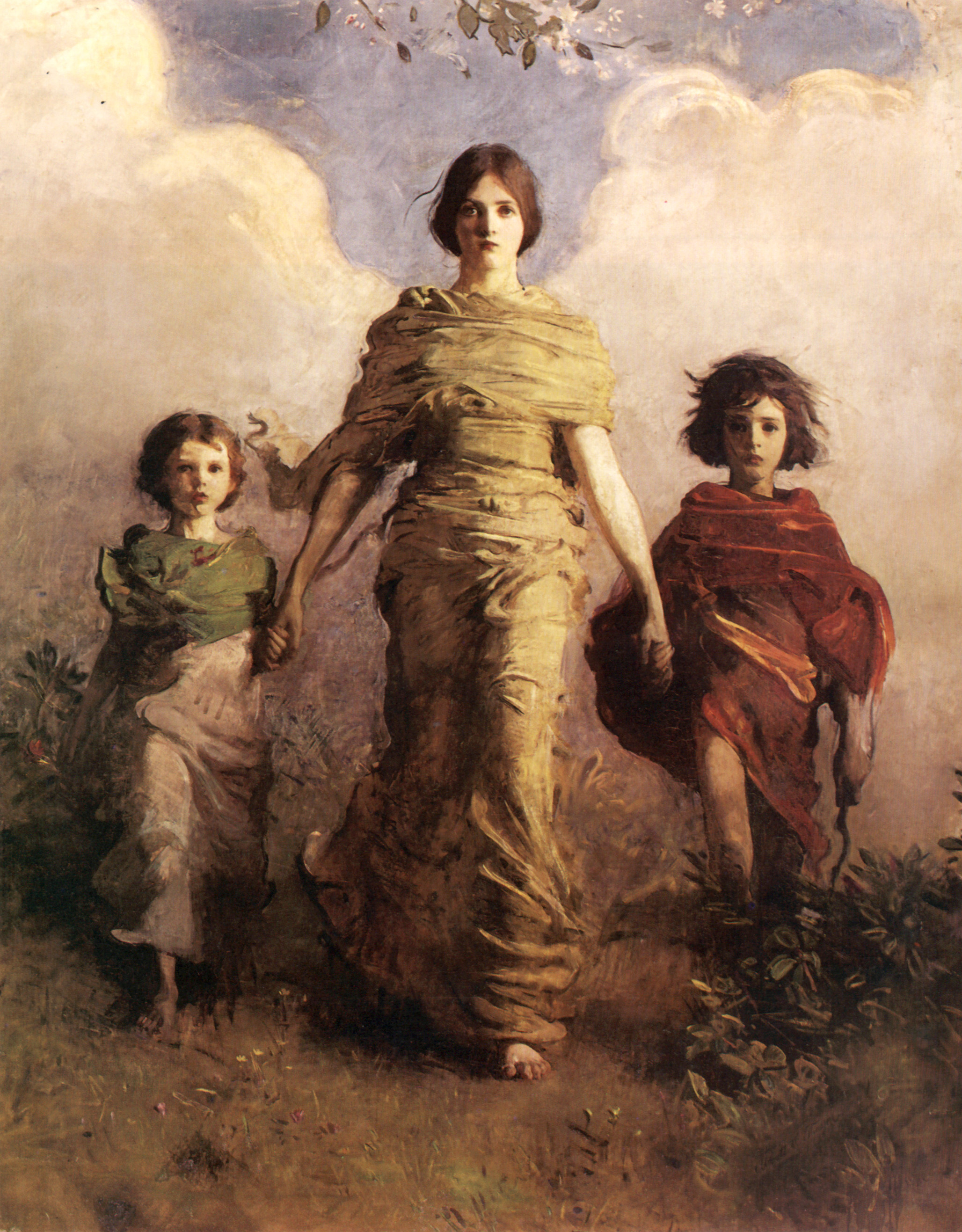
"Uma Virgem" (1892-93), pintura em alusão à "Vitória de Samotrácia"

Thayer nasceu em Boston, Massachusetts, filho de William Henry Thayer e Ellen Handerson. Filho de um médico do interior, passou a infância na zona rural de New Hampshire, perto de Keene, no sopé do monte Monadnock. Nesse cenário rural, tornou-se um naturalista amador (em suas próprias palavras, era um "pássaro louco"), um caçador e um vendedor de peles. Estudou as "Aves da América" de John James Audubon numa frequência quase que diária, experimentou a taxidermia, e fez seus primeiros trabalhos de arte: pinturas em aquarela de animais.
Na idade de quinze anos foi enviado para a Chauncy Hall School, em Boston, onde conheceu Henry D. Morse, um artista amador que pintava animais. Com a orientação de Morse, Abbott desenvolveu e melhorou as suas habilidades de pintura, com foco em representações de pássaros e outros animais silvestres, e logo começou a pintar quadros de animais em comissão. Ele também ensinou sua irmã, Ellen Thayer Fisher, técnicas que ele estava aprendendo.
Aos dezoito anos mudou-se para o Brooklyn, Nova Iorque, a fim de estudar pintura na Brooklyn Art School e na Academia Nacional de Desenho, sob a orientação de Lemuel Wilmarth. Conheceu muitos artistas emergentes e progressistas durante este período, em Nova York, incluindo a sua futura esposa, Kate Bloede e seu amigo íntimo, Daniel Chester French. Mostrou seus trabalhos para a recém-formada Society of American Artists, e continuou aperfeiçoando a sua técnica como pintor de animais e de paisagens. Em 1875, casado com Kate Bloede, mudou-se para Paris, onde estudou por quatro anos na École des Beaux-Arts, com Henri Lehmann e Jean-Léon Gérôme, e onde seu melhor amigo tornou-se o artista americano George de Forest Brush. De volta a Nova York, montou seu próprio estúdio de retratos (que ele dividiu com Daniel Chester French), tornou-se ativo na Sociedade de Pintores Americanos, e começou a dar aulas para aprendizes.

## Retorno a Nova Hampshire

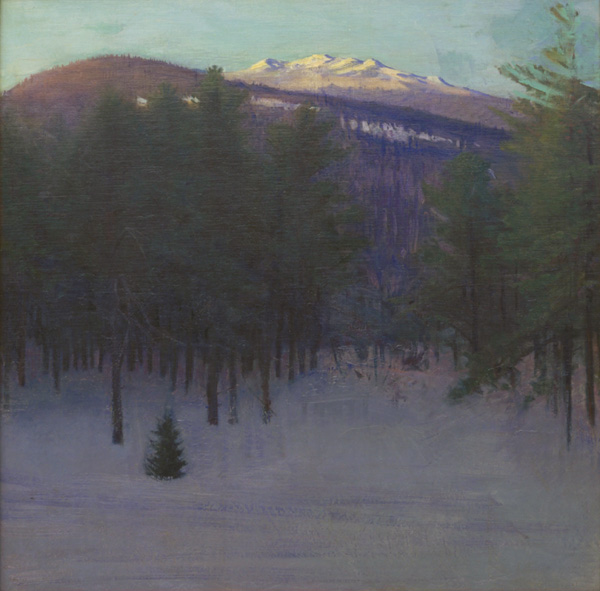
Monadnock no Inverno, 1904.
Óleo sobre tela

A vida se tornou insuportável para Thayer e para sua esposa no início da década de 1880, quando dois de seus filhos pequenos morreram inesperadamente, num intervalo de apenas um ano. Emocionalmente devastados, passaram os anos seguintes se deslocando de um lugar para outro. Embora ainda não estivesse garantido financeiramente, a crescente reputação de Thayer fez surgirem mais pedidos de retratos do que ele poderia aceitar. Entre seus contratantes estavam George Washington Cable, Mark Twain e Henry James, mas os temas de muitas de suas pinturas eram os seus três filhos restantes, Mary, Gerald e Gladys, e os usou como modelos para composições simbólicas como Anjo (1887) e Virgem Entronizada (1891).
Após a morte de seu pai, a esposa de Thayer caiu numa depressão irreversível, que a levou ser internada num manicômio, ao declínio de sua saúde, e posteriormente à sua morte em 3 de maio de 1891 resultante de uma infecção pulmonar. Logo depois, Thayer se casou com a sua amiga de longa data, Emmeline "Emma" Buckingham Beach, cujo pai, Moses Yale Beach, era proprietário do jornal The New York Sun. Ele e sua segunda esposa, passaram o restante de seus anos na zona rural de New Hampshire, vivendo uma existência simples e trabalhando produtivamente. Em 1901, estabeleceram-se permanentemente em Dublin, Nova Hampshire, onde Thayer havia crescido. A família Thayer frequentemente recebia convidados importantes, como Ralph Waldo Emerson e Mark Twain.
Excêntrico e teimoso, Thayer aparentava ser mais velho do que a sua idade real, e seu modo de viver em família refletia suas fortes convicções: os Thayers normalmente dormiam ao ar livre durante todo o ano, a fim de usufruir dos benefícios do ar fresco, e os três filhos nunca foram matriculados na escola. Os dois mais jovens, Gerald e Gladys, compartilharam totalmente o entusiasmo de seu pai, e tornaram-se pintores. Em 1898, Thayer visitou St Ives, na Cornualha, carregando uma carta de apresentação de C. Hart Merrian, o chefe da Reserva Biológica em Washington, D.C., endereçada ao senhor da propriedade de St Ives e Treloyhan, Henry Mornington Arthur Wellesley, o 3.º Conde Cowley, solicitando permissão para coletar espécimes de aves das falésias de St Ives. Durante esta última parte de sua vida, um de seus vizinhos em Dublin foi George de Forest Brush, com quem (quando não estavam brigando), colaborou em questões relativas à camuflagem.

## Realizações artísticas

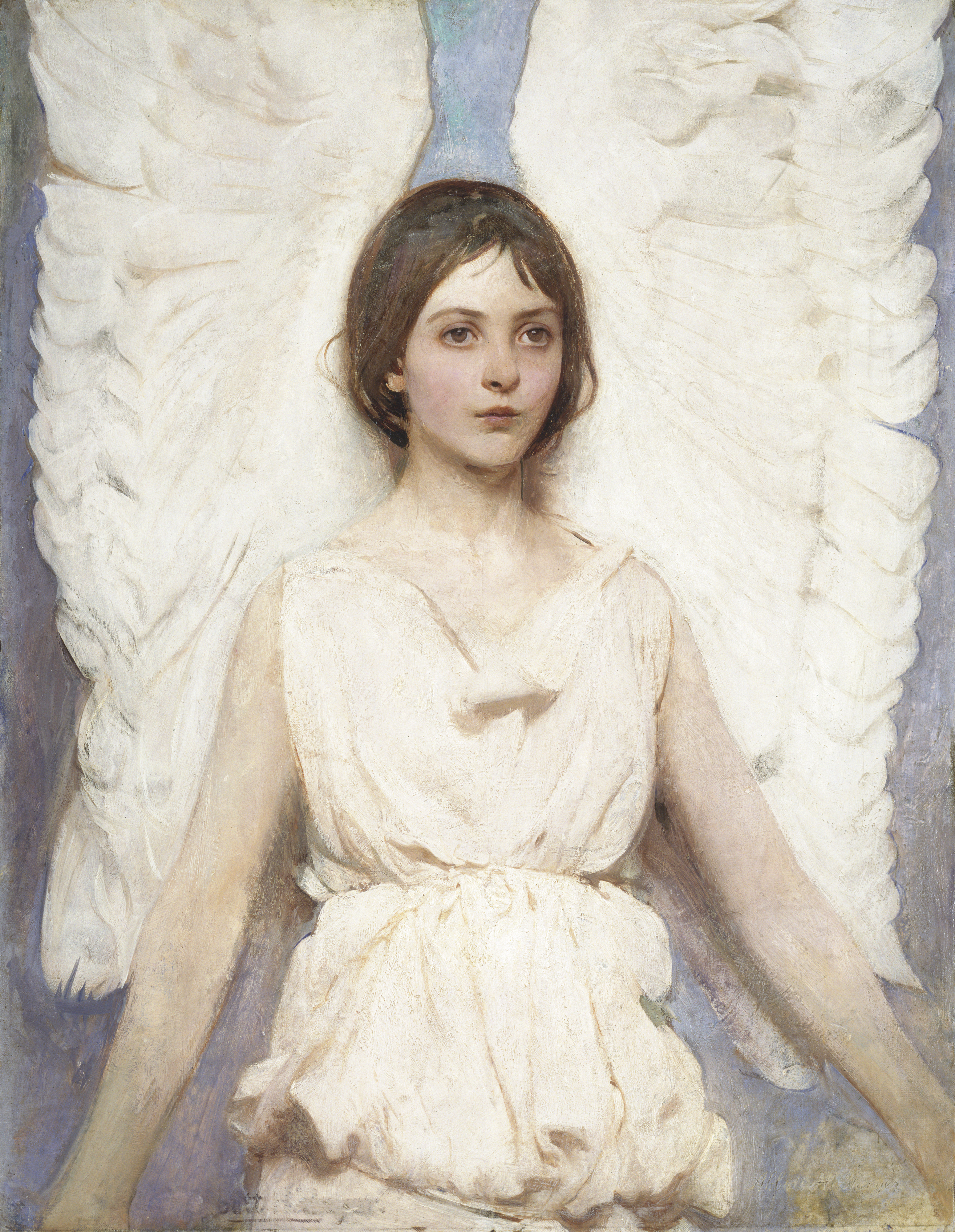
"Anjo" 1887. Pintura do acervo do Smithsonian American Art Museum.

É difícil falar de maneira simples e conclusiva sobre Thayer como artista. Ele foi muitas vezes descrito como uma pessoa excêntrica, de temperamento instável, e há uma mistura paralela contraditória de tradição acadêmica, espontaneidade e improvisação em seus métodos artísticos. Por exemplo, ele é amplamente conhecido como um pintor de "figuras ideais", no qual retratou mulheres como encarnações da virtude, adornadas em túnicas brancas e equipadas com asas de anjo. Ao mesmo tempo, ele fez isso usando métodos surpreendentemente pouco ortodoxos, como propositalmente misturar sujeira na tinta ou (em um caso pelo menos, segundo Rockwell Kent) usando uma vassoura em vez de um pincel para diminuir a sensação de rigidez em uma pintura recém-acabada e ainda molhada.

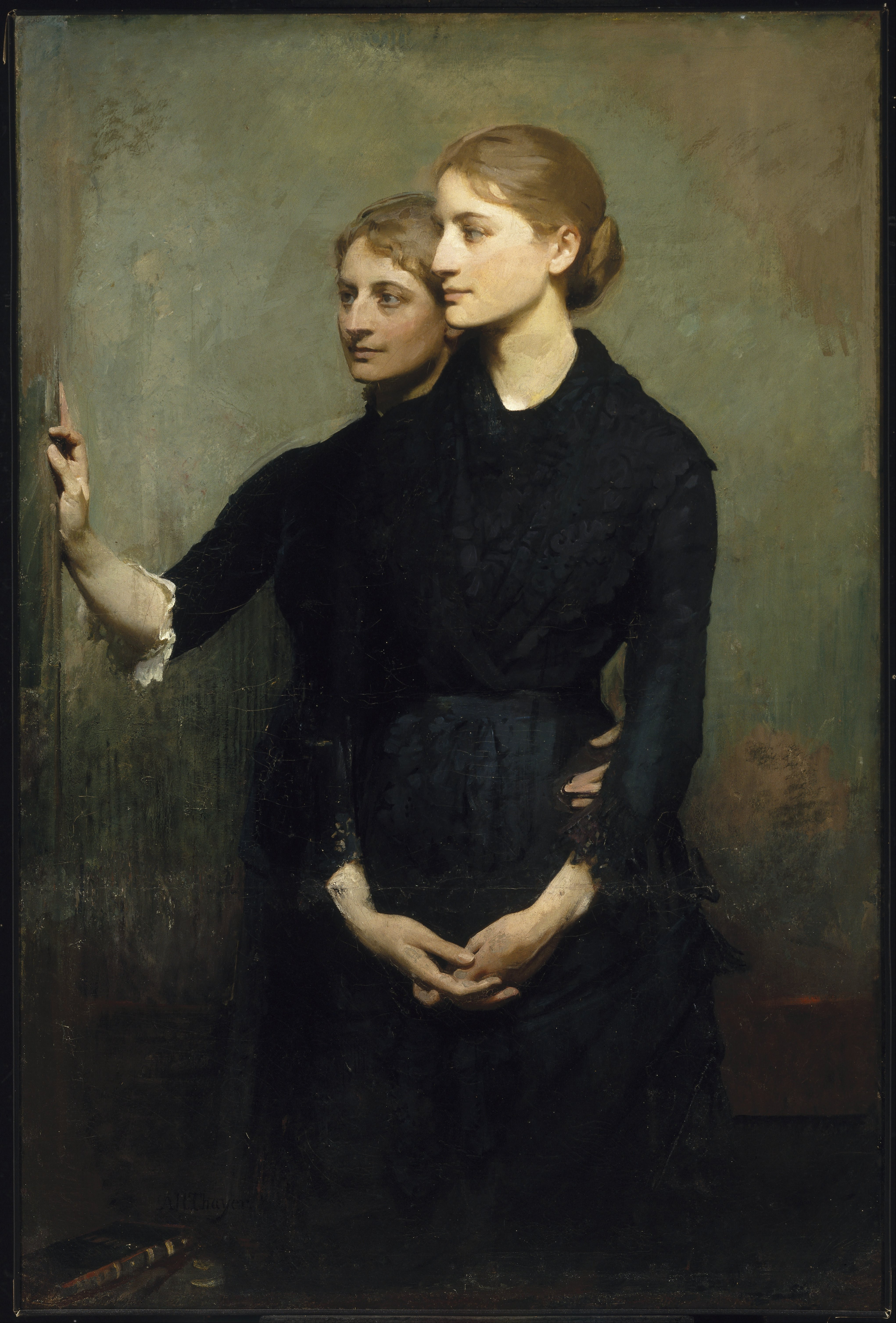
As Irmãs, 1884, óleo sobre tela. Brooklyn Museum

Thayer estava em grande parte do tempo cercado por mulheres, sejam elas de sua família, empregadas domésticas, modelos ou estudantes. O biógrafo Ross Anderson acreditava que em sua mente "a virtude feminina e a grandeza estética estavam inextricavelmente ligadas"; Thayer sentiu que a imprensa e até outros artistas contribuíram para a degradação das mulheres, enfatizando sua sexualidade, em vez de exaltar seus atributos morais. Quando ele começou a adicionar asas às suas figuras no final da década de 1880, ele estava deixando mais óbvias as qualidades transcendentes que ele via na figura feminina: 
Sem dúvida, minha paixão vitalícia por pássaros ajudou-me a colocar asas nas minhas pinturas; mas, principalmente, coloquei asas provavelmente mais para simbolizar uma atmosfera exaltada (acima do domínio da pintura de gênero), em que não é necessário explicar a ação das figuras."
O primeiro uso de Thayer do tema foi a pintura Anjo. As asas foram pregadas em uma prancha, na frente da qual sua filha Mary estava. A pungência do imaginário de Thayer foi considerada ausente pelo crítico de arte Clarence King, que sugeriu o uso de baldes "para captar o sentimento gotejante", outros críticos como Mariana Griswold Van Rensselaer ficaram impressionados com a serenidade da visão de Thayer e viram uma abordagem "distintamente moderna" em suas composições tradicionais.
Sobreviveu com a ajuda de seus patronos, entre eles o empresário Charles Lang Freer. Algumas de suas melhores obras estão no acervo do Freer Gallery of Art, Metropolitan Museum of Art, Academia Nacional de Desenho, Smithsonian American Art Museum, e Art Institute of Chicago.

## Ensino
Thayer era também eficiente em seus ensinamentos, que ele via como algo útil, como uma parte inseparável de seu próprio trabalho em estúdio. Entre seus aprendizes mais dedicados estavam Rockwell Kent, Louis Agassiz Fuertes, Richard Meryman, Barry Faulkner (primo de Thayer), Alexander e William James (filhos do filósofo de Harvard, William James), e os próprios filho e filha de Thayer, Gerald e Gladys. Ele também teve uma influência profunda em Dennis Miller Bunker, que, embora não fosse um aluno formal, foi convidado a pintar ao lado do artista mais velho em 1886 e escreveu "Thayer é o primeiro grande homem que eu já conheci, e eu não consigo me acostumar com isso".
Numa carta para Thomas Dewing (por volta de 1917, na coleção do Archives of American Art, Smithsonian Institution), Thayer revela que seu método era trabalhar sobre uma nova pintura por apenas três dias. Se trabalhasse mais tempo sobre ela, ele dizia, que poderia não concluí-la ou ainda estragá-la. Assim, no quarto dia, ele iria ao invés fazer uma pausa, ficar o mais distante possível do trabalho, porém, aproveitava esse tempo para ensinar para cada aluno como fazer uma cópia exata daquela pintura de três dias. Então, quando ele voltava para seu estúdio, (em suas palavras) "atacava uma cópia e dava-lhe novamente um empurrão de mais três dias". Em consequência disto, terminaria com versões alternativas do mesmo quadro, em diferentes estágios de conclusão.

## Contribuições sobre camuflagem

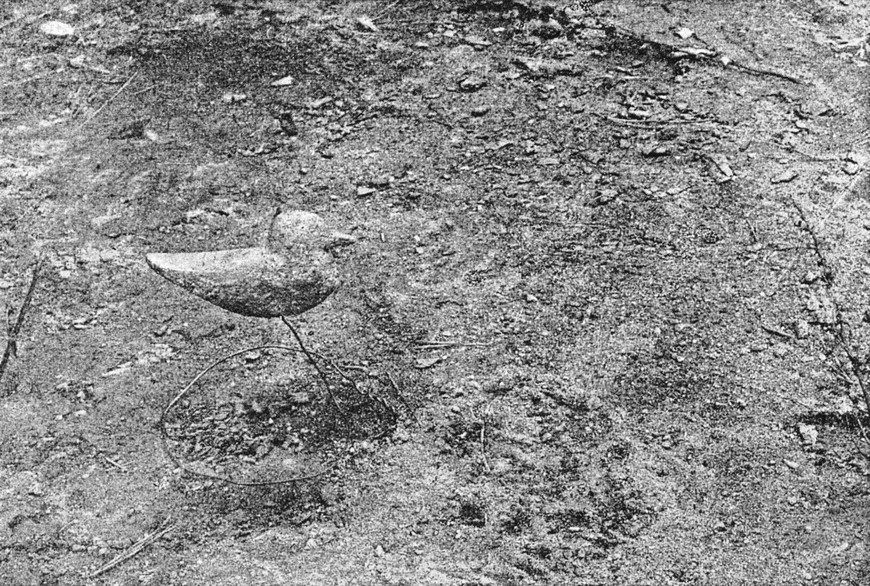
Uma fotografia de um estudo de contrailuminação realizado por Thayer. O modelo à esquerda é camuflado e visível, enquanto outro à direita é contrailuminado e invisível.

Thayer às vezes é chamado de "pai da camuflagem". Embora ele não tenha inventado a camuflagem, ele foi um dos primeiros a escrever sobre coloração disruptiva, para quebrar os contornos de um objeto, sobre marcas de distração, sobre disfarces, como quando uma borboleta imita uma folha (embora aqui ele tenha sido precedido por Bates, Wallace e Edward Bagnall Poulton) e, especialmente sobre contrailuminação.
A partir de 1892, escreveu sobre a função da contrailuminação na natureza, pela qual as formas parecem menos redondas e menos sólidas através da iluminação invertida, pelo qual explicava a parte inferior branca dos animais. Essa descoberta ainda é amplamente aceita e, às vezes, atualmente é chamada de Lei de Thayer. No entanto, ele ficou obcecado com a ideia de que todos os animais são camuflados, prejudicando a sua tese argumentando que pássaros conspícuos, como pavões e flamingos, eram de fato enigmaticamente coloridos. Foi vigorosamente atacado por isso em um longo artigo de Theodore Roosevelt.
Thayer se envolveu em camuflagem militar pela primeira vez em 1898, durante a Guerra Hispano-Americana, quando ele e seu amigo George de Forest Brush propuseram o uso de coloração protetora em navios americanos, usando contrailuminação. Os dois artistas obtiveram uma patente para sua ideia em 1902, intitulada "Processo de tratamento das laterais de navios, etc., para torná-los menos visíveis", na qual seu método é descrito como tendo sido modelado na coloração de uma gaivota.

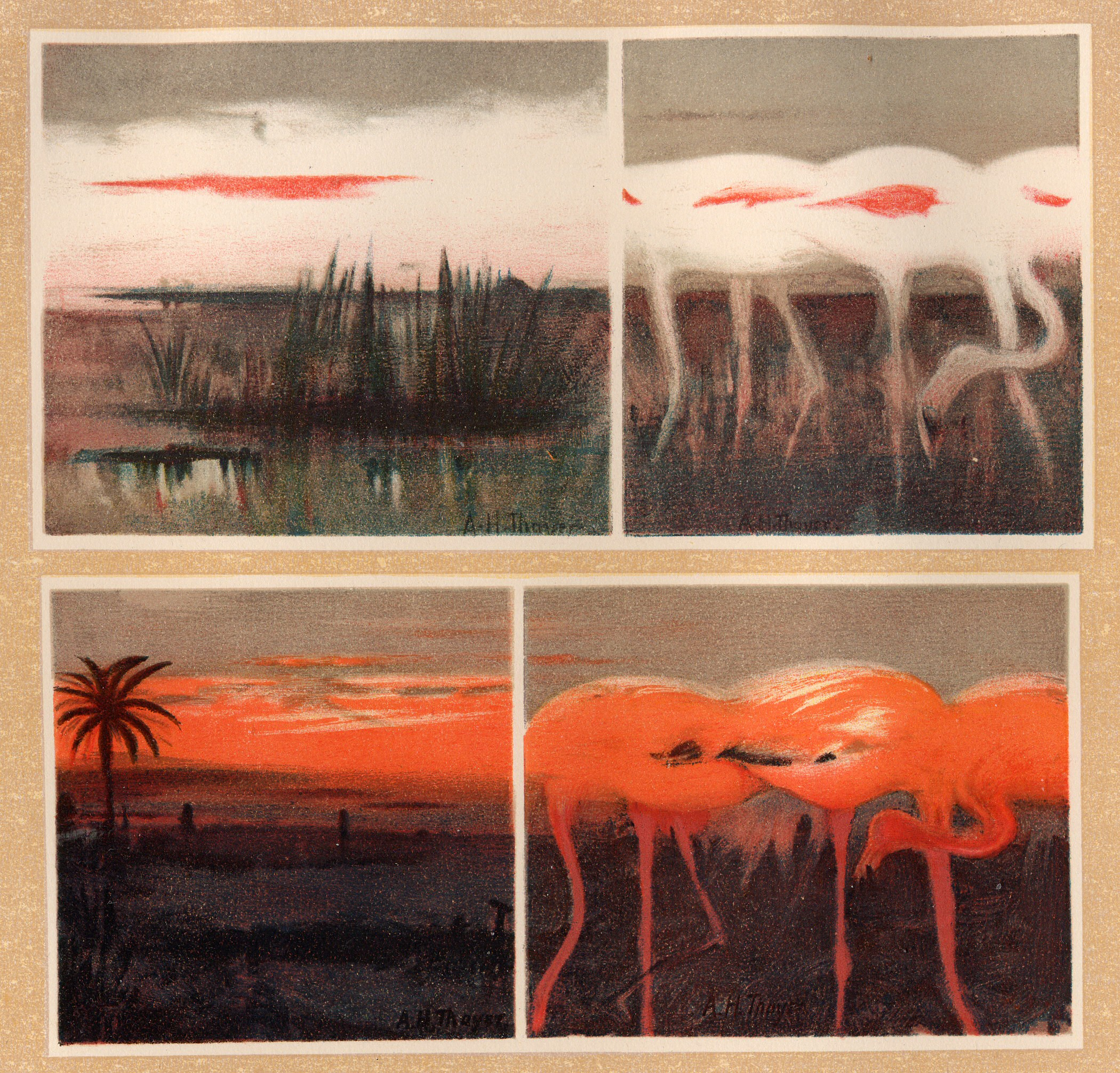
"Thayer estendendo a teoria a um extremo fantástico": Flamingos Brancos, Flamingos Vermelhos e Os Céus que Eles Simulam (amanhecer ou anoitecer), pintado por Thayer

As experiências de Thayer e Brush com camuflagem continuaram na Primeira Guerra Mundial, tanto em colaboração quanto em separado. No início da guerra, por exemplo, Brush desenvolveu um avião transparente, enquanto Thayer continuou a interessar-se pela camuflagem disruptiva ou altamente diferenciada, que não era muito diferente do que o projetista britânico de camuflagem de navios Norman Wilkinson  chamaria de camuflagem Dazzle (um termo que pode ter sido inspirado nos escritos de Thayer, que se referiam a padrões perturbadores da natureza como "razzle dazzle").
Gradualmente, Thayer e Brush confiaram seu trabalho de camuflagem à responsabilidade de seus filhos. Concealing Coloration in the Animal Kingdom (1909), que levou sete anos para ser concluído, foi creditado ao filho de Thayer, Gerald. Mais ou menos na mesma época, Thayer mais uma vez propôs um trabalho sobre camuflagem de navios para a Marinha dos Estados Unidos (e foi novamente vencida), desta vez trabalhando não com Brush, mas com o filho deste, Gerome (nomeado em homenagem ao professor de seu pai).
Em 1915, durante a Primeira Guerra Mundial, Thayer apresentou propostas para o Departamento de Guerra britânico, tentando, sem sucesso, convencê-los a adotar um uniforme de combate com padrões disruptivos, no lugar do cáqui monocromático, embora estivesse ansioso demais para comparecer pessoalmente à reunião. Enquanto isso, a proposta de Thayer e Gerome Brush para o uso de contrailuminação em camuflagem de navios foi aprovada para uso em navios americanos e alguns entusiastas de Thayer (entre eles Barry Faulkner) recrutou centenas de artistas para se juntar ao American Camouflage Corps.

## Últimos anos

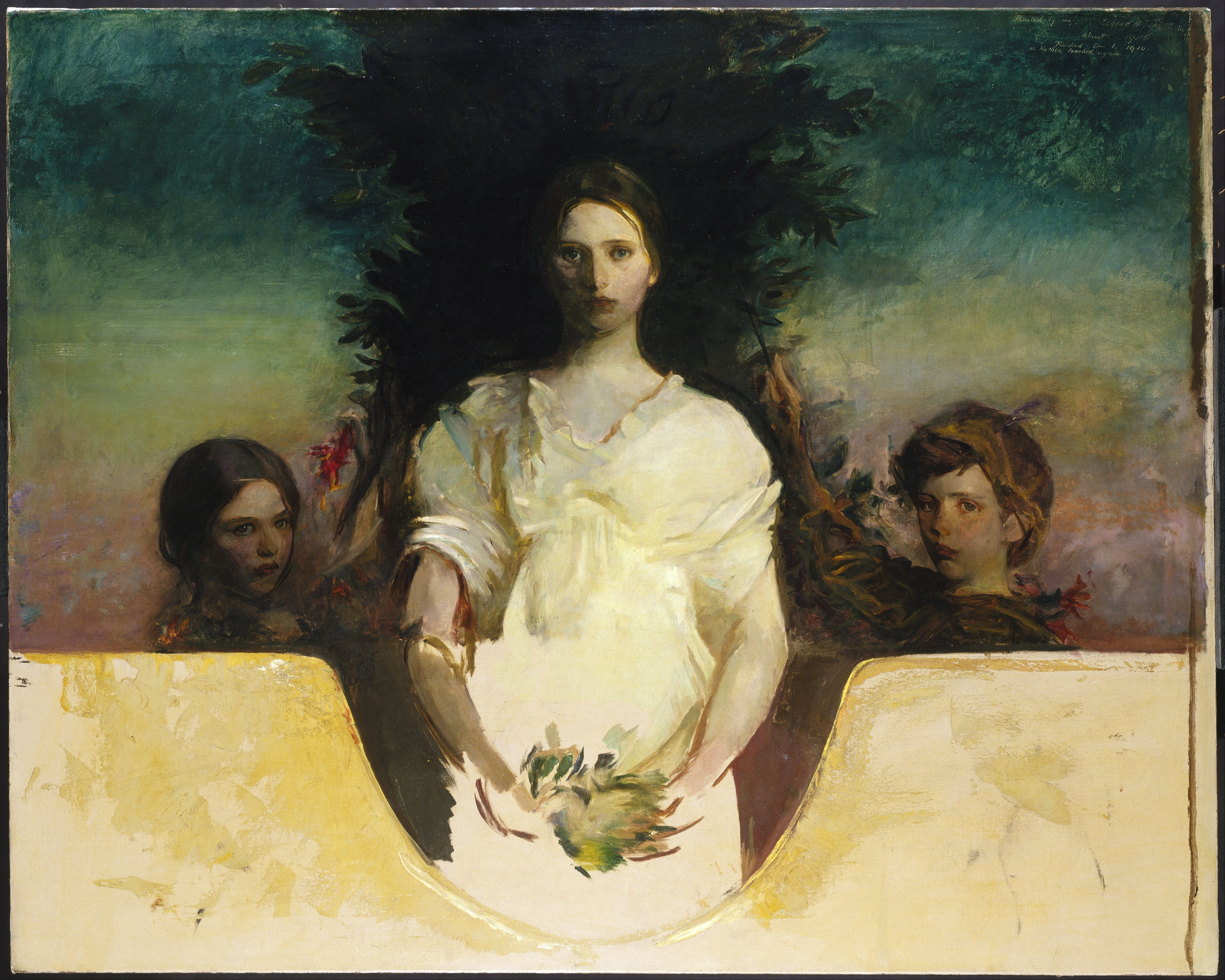
Minhas Crianças, c. 1896–1910. Óleo sobre tela. Brooklyn Museum

Apesar das rápidas mudanças no mundo da arte no início do século XX, a reputação de Thayer permaneceu forte. Ele foi um dos primeiros membros da Academia Americana de Artes e Letras. A Universidade de Yale ofereceu-lhe um diploma honorário em 1916, e o Instituto Carnegie, em Pittsburgh, montou uma exposição de seu trabalho em 1919, que incluía mais de cinquenta pinturas. A vista de sua casa do Monte Monadnock se tornou um tema favorito e, quando a área estava ameaçada pelo desenvolvimento, Thayer fez uma campanha bem-sucedida por sua preservação.
Como ele próprio admitia, Thayer frequentemente sofria de uma condição que hoje é conhecida como transtorno bipolar. Em suas cartas, ele o descreveu como "o pêndulo Abbott", pelo qual suas emoções alternavam entre os dois extremos (em suas palavras) "euforia" e "repugnância doentia". Essa condição aparentemente piorou à medida que a controvérsia crescia sobre suas descobertas de camuflagem, principalmente quando foram denunciadas pelo ex-presidente dos Estados Unidos Theodore Roosevelt. Ao envelhecer, ele sofria cada vez mais de ataques de pânico (que ele denominava "ataques de medo"), esgotamento nervoso e pensamentos suicidas, tanto que ele já não era autorizado a ir sozinho no seu barco à lagoa Dublin. Thayer continuou a pintar, mas foi obrigado a parar de trabalhar por semanas seguidas devido ao esgotamento nervoso. Em um esforço para evitar pensamentos suicidas, procurou ajuda em um sanatório em Wellesley, Massachusetts.
Aos 71 anos de idade, Thayer sofreu uma série de derrames, e faleceu em casa, em 29 de maio de 1921.

## Legado
Em outubro de 2008, um documentário sobre a vida e obra de Thayer estreou no Smithsonian American Art Museum. Intitulado Invisible: Abbott Thayer and the Art of Camouflage, apresentava uma ampla seleção de seus desenhos e pinturas, arquivos de fotografias, documentos históricos e entrevistas com o humorista PJ  P. J. O'Rourke, Richard Meryman, Jr. (cujo pai era aluno de Thayer), o estudioso da camuflagem Roy R. Behrens, o curador do Smithsonian, Richard Murray, os amigos e parentes de Thayer e outros.